# کارلوس ترولت
کارلوس ترولت (انگلیسی: Carlos Trullet؛ زادهٔ ۲۱ اکتبر ۱۹۴۹) بازیکن فوتبال اهل آرژانتین است.
از باشگاه‌هایی که در آن بازی کرده‌است می‌توان به باشگاه فوتبال استودیانتس اشاره کرد.